# Stefan Ruzowitzky
Stefan Ruzowitzky (nascido em 25 de dezembro de 1961) é um cineasta e roteirista austríaco.

## Início da vida
Ruzowitzky nasceu em Viena. Estudou teatro e história na Universidade de Viena e começou a dirigir videoclipes, por exemplo, para 'N Sync e comerciais.

## Carreira no cinema
Em 1996, Ruzowitzky apresentou seu primeiro longa-metragem, Tempo, sobre um grupo de jovens que moram em Viena. Ele foi posteriormente premiado com o Max Ophüls Preis. Seu próximo longa-metragem, The Inheritors, ambientado na zona rural de Mühlviertel, na Alta Áustria, estreou em 1998, e foi premiado como Melhor Filme no festival de cinema de Roterdã, bem como no Flanders Film Festival. Também ganhou um prêmio no Festival Internacional de Cinema de Valladolid.
Em 2000 dirigiu o bem-sucedido filme de terror alemão Anatomy, estrelado por Franka Potente, e em 2003 a igualmente bem-sucedida Anatomy 2. Entre as duas co-produções internacionais de Ruzowitzky, All the Queen's Men de 2001, estrelado por Matt LeBlanc e Eddie Izzard, recebeu mal por críticos e espectadores.
Em 2007, Die Fälscher, de Ruzowitzky, estreou no Festival Internacional de Cinema de Berlim e foi indicado ao prêmio Urso de Ouro. O filme é baseado nas memórias de Adolf Burger, um tipógrafo judeu e sobrevivente do Holocausto envolvido na Operação Bernhard. Die Fälscher, nomeado em nome do cinema austríaco, ganhou o Oscar de Melhor Filme Estrangeiro no 80th Academy Awards em 24 de fevereiro de 2008.
Em 2013, dirigiu o drama de não-ficção de 90 minutos, Das radikal Böse, que por meio de cartas autênticas e entrevistas com psicólogos, militares e especialistas em história procura explicar a mentalidade dos membros "comuns" dos soldados de Einsatzgruppen e Wehrmacht que realizaram a Holocausto, baseado principalmente no livro Ordinary Men, de 1992, de Christopher Browning, que atribui a eficiência da maquinaria assassina alemã a mecanismos sociais de conformismo e pressão dos pares em vez de ódio racial.
Atualmente, ele está trabalhando no filme de terror sobre vampiros The Last Voyage of the Demeter, baseado no conto Drácula de Bram Stoker, e no thriller psicológico Braincopy. [5]
Em 2 de maio de 2014, o Deadline Hollywood anunciou que Ruzowitzky irá dirigir o thriller de ação Patient Zero, da Screen Gems, baseado em um roteiro original de Mike Le. O filme é estrelado por Matt Smith e Natalie Dormer.

## Filmografia
- 1996 – Tempo – roteiro e direção
- 1998 – The Inheritors – roteiro e direção
- 2000 – Anatomy – roteiro e direção
- 2001 – All the Queen's Men – direção
- 2003 – Anatomy 2 – roteiro e direção
- 2007 – The Counterfeiters – roteiro e direção
- 2009 – Lilly the Witch: The Dragon and the Magic Book – roteiro e direção
- 2012 – Deadfall – direção
- 2017 - Cold Hell – direção
- 2017 - Patient Zero - direção

## Oscar
- 2008 - Die Fälscher de Melhor Filme Estrangeiro (ganho)